# 貓咪大戰爭
《貓咪大戰爭》是一款由PONOS發行，以貓咪為主角的橫向塔防遊戲。遊戲隨時間進行而會出現新的功能或關卡。
貓咪大戰爭（手機版）有不同語言的版本（包括：日語版，韓語版，支援英語、法語、義大利語、德語、西班牙語、泰語的國際版，繁體中文版），各版本之間的活動和進度均不兼容。目前遊戲總下載量約為1億1000萬，至今仍持續增長中。
遊戲中使用貓罐頭、經驗值（XP）和本能點數（NP）作為代幣。
貓咪大戰爭是由PONOS Corporation為iOS和Android移動設備開發的一款免費塔防遊戲，最初以Nyanko Daisensou（Nyanko Great War）的名稱出現在日本。貓咪大戰爭於2011年11月以“Battle Nekos”的名義在日本iOS應用商店首次亮相，同年12月開始支援Android。2012年，英文版遊戲曾於iTunes/Google Play商店短暫上架，但後來在美國的Google Play商店和應用商店都被下架。該遊戲的改進版本後來在2014年9月17日發布。

## 遊戲玩法簡介
- 每關會有不同敵人，進入關卡後，點擊貓咪，貓咪會自動生產。勝利時會獲得經驗值，有些關卡甚至會有道具或貓罐頭，並且部分關卡設有寶物機制，玩家必需獲得寶物以增進貓咪的能力，還可透過購買貓咪(分為遊戲內購與貓罐頭購買)、利用貓咪券來抽角色，以增進貓咪軍團的實力，難度會隨關卡而越來越高，相對應的，也會解鎖更多元素。玩家必須要日益精進，才能突破敵人的防線。

- 每個敵人都有不同的屬性，包括紅色敵人、飄浮敵人、黑色敵人、異星敵人、鋼鐵敵人、不死生物、古代種、天使、惡魔、無屬性敵人、魔女（僅魔法少女小圓合作活動有的屬性）、使徒（僅Eva合作活動有的屬性）、超獸、超生命體、超賢者(上述三個為附加屬性)等等。玩家需要按照關卡中的敵人，選擇針對各屬性敵人的貓咪，發揮各種的效果，包括攻擊力下降、使動作停止、使動作變慢、善於攻擊等等，對敵人造成更有效的攻擊，才能獲勝。

## 歷史
- 2012年11月25日，Ponos公司發行日文版的貓咪大戰爭，遊戲內容主要為貓咪軍團要佔領世界。
- 2014年6月27日發布韓文版，同年9月17日發布國際版。
- 2015年5月31日發布Nintendo 3DS版本。同年7月21日推出繁體中文版的貓咪大戰爭，遊戲內容是貓咪軍團以台灣為起點，目標是佔領世界[1][2]。
- 2016年6月25日台灣區官方開始在YouTube放映官方節目。後來遊戲不斷推陳出新，加入新的角色以及玩法，也經常舉辦特殊活動，如節慶和合作活動[3][4][5]。
- 2016年9月，遊戲達到2500萬下載量
- 2017年7月底，遊戲達到3000萬下載量
- 2017年8月，Core Edge在PONOS授權下開發了貓咪大戰爭Flash版本，並發布了日文Web版[6]，2018年7月，紅心辣椒娛樂科技代理營運貓咪大戰爭Web中文版[7]。
- 2018年8月，貓咪大戰爭Web中文版停止營運
- 2018年12月，發佈了任天堂Switch版的貓咪大戰爭(日本版)[來源請求]
- 2021年12月，發佈了任天堂Switch版的兩人一起！貓咪大戰爭[來源請求]
- 2025年2月，遊戲達到1億下載量

## 評價
| 汇总媒体     | 得分              |
| ------------ | ----------------- |
| GameRankings | iOS：65% 3DS：72% |
| Metacritic   | iOS：6.0/10       |

| 媒体        | 得分   |
| ----------- | ------ |
| TouchArcade | [ 11 ] |
| Digital Spy | [ 12 ] |

| 媒体        | 奖项             |
| ----------- | ---------------- |
| Google Play | 2015年度最佳遊戲 |

《貓咪大戰爭》因其特殊且樸素的貓咪畫風結合塔防策略的玩法而受到稱讚，評論者大多稱讚遊戲中貓咪的可愛以及吸引力，2015年時，還被評為Google Play年度最佳遊戲。大多數玩家對遊戲「貓咪」的可愛又樸素造型留下了深刻印象。

## 番外遊戲
亦有一些與貓咪大戰爭相同角色但不同玩法的遊戲例如《貓咪大戰爭》的外傳故事《貓咪大暴走》（にゃんこ大暴走），其故事被設定在貓咪大戰爭貓咪佔領世界的一年後佔領世界的貓咪的一連串故事。已結束營運。
其次是《貓咪大怪盜》（にゃんこ大泥棒），目前遊戲已上市。
此外，在2019年7月的繁體中文版4周年之際，官方也推出了《貓咪大彈跳》，當中更和《貓咪大戰爭》有聯動合作任務。

## 影響
《貓咪大戰爭》的貓咪由於具有可愛的特徵也是貓在網路上流行的一個例子。截至2016年3月，貓咪大戰爭已經有超過2500萬的下載次數；至2020年1月，更宣告突破了4900萬下載人次。主要是以簡單的面貌——白色以及類似顏文字的面部表情，加上以「貓」為主題而迅速流行，甚至電視台也撥出了貓咪大戰爭題材相關節目。不僅官方積極推動與其他動漫或遊戲合作的專案，由於這些「白貓」進入流行文化，也出現了些二次創作。
2021年6月25日台灣版官方發布了貓咪大戰爭六週年的廣告後，因其洗腦的旋律，更是一舉爆紅，目前其廣告已有超過900萬次的點閱。

## 衍生文化
《貓咪大戰爭》在獲得人氣後，有不少類似的遊戲也開始出現，如《狗狗大戰爭》，但完成度較低，廣告數量繁多，也未如貓咪大戰爭遊戲持續更新。由於遊戲內容與《貓咪大戰爭》相似，角色也是取自貓咪大戰爭敵人角色中的狗仔，因此也曾有抄襲《貓咪大戰爭》的爭議。

## 外部連結
- 貓咪大入口 （页面存档备份，存于）
- 貓咪大戰爭 （页面存档备份，存于）
- 官方网站（日語）
- 版本更新、關卡、貓咪或敵人、加碼多多、等級排行獎勵資訊官網 （页面存档备份，存于）（日語）
- 貓咪大戰爭Web首頁： 中文、日文 （页面存档备份，存于）
- 中文官方粉絲團 （页面存档备份，存于）（中文）
- 中文官方頻道 （页面存档备份，存于）（中文）
- 貓咪大戰爭主題Wikia（英文）
- 貓咪大戰爭在貓咪大戰爭主題wikia的介紹（英文）